# Дембувка (Ґарволінський повіт)
Дембувка (пол. Dębówka) — село в Польщі, у гміні Троянув Ґарволінського повіту Мазовецького воєводства.
Населення — 357 осіб (2011).
У 1975-1998 роках село належало до Седлецького воєводства.

## Демографія
Демографічна структура станом на 31 березня 2011 року:
|          | Загалом | Допрацездатний вік | Працездатний вік | Постпрацездатний вік |
| -------- | ------- | ------------------ | ---------------- | -------------------- |
| Чоловіки | 134     | 32                 | 86               | 16                   |
| Жінки    | 223     | 37                 | 117              | 69                   |
| Разом    | 357     | 69                 | 203              | 85                   |